# Адриан, Изабель
Мария Изабель Шанель Адриан (швед. Maria Isabel Chanel Adrian), более известная как Изабель Адриан (швед. Isabel Adrian) — шведская модель, телеперсона, продюсер, журналистка, дизайнер одежды и блогер.

## Биография
Изабель Адриан родилась 3 августа 1977 года в Гётеборге в католической семье (отец — испанец, мать — шведка). В 15 лет начала свою модельную карьеру, за время которой Изабель путешествовала по миру, участвовала в более чем 350 показах, её фотографии публиковались на обложках и разворотах журналов «Chic», «Elle», «Rolling Stone», «Café».
После пяти лет в модельном бизнесе Изабель Адриан решила сосредоточиться на своём образовании: она поступила в школу Кино и Дизайна, которую закончила степень бакалавра в области журналистики. После окончания обучения Адриан переехала в Стокгольм. Изабель появлялась в 6-м сезоне реалити-шоу TV3 «Expedition Robinson». После Адриан начала работать дизайнером товаров в «Size Records», компании своего будущего мужа — Стива Анжелло, с которым познакомилась в 2004 году.

### Карьера
В 2008 году Адриан и Анжелло переехали в Лос-Анджелес. В течение последующих четырёх лет Изабель снималась в шведском реалити-шоу TV3 «Svenska Hollywoodfruar» (с англ. — «Шведские жёны в Голливуде») (в общей сложности в сезонах 3-5, 9 и 11). В 2014 году Изабель была участницей шоу «Euros of Hollywood» телеканала Bravo. Помимо Адриан участие в шоу принимали такие иностранные актёры и музыкальные исполнители, как Массимо Добрович, Фавни, Блеона, Саша Герехт и Янник Оландер. Позднее шоу было представлено в Швеции и Австралии.
В 2013 году Адриан со своей подругой, шведкой Ребеккой Симонссон начали выпускать подкаст на «Экспрессен», где они обсуждали работу, повседневную жизнь, отдельных людей. Первый же вышедший эпизод в течение дня занял первую строчку списка iTunes. В общей сложности вышло 50 эпизодов «Подкаста Изабель и Ребекки».
В 2014 году был опубликован дебютный художественный роман Адриан «Секс, наркотики и диджей» (швед. Sex, droger & en DJ). Перед выходом книги предварительно были созданы саундтрек (совместно с Одри Наполеон) и короткометражный фильм к книге. В 2016 году была информация, что Изабель со своим мужем Стивом планируют экранизировать роман.
В 2015 году Изабель и Стив как семейная пара знаменитостей принимали участие в шоу «Arga Snickaren VIP» на Kanal 5 и программе «Renées brygga» на TV4.
В Голливуде Изабель Адриан открыла свою собственную компанию «LaLa Studios», занимающуюся съёмкой первых фотосессий и видео для портфолио начинающих актёров, созданием небольших кино- и телевизионных проектов. Так же Изабель продюсирует театральные постановки.
В 2016 году Адриан принимала участие во многих телевизионных мероприятиях: 2-м сезоне реалити-шоу «Realitystjärnorna på godset» (со швед. — ««Звёзды» в усадьбе») на TV3, 11-м сезоне шведских «Танцев со звёздами» на TV4 (Изабель выступала в паре с профессиональным танцором Фредриком Брунбергом, из 11 участников их дуэт выбыл третьим), дискуссионной программе «Opinion Live», в которой с журналисткой Тиной Мехрафзун обсуждали предстоящее Евровидение-2016, в частности запрет на флаги (сразу после программы Изабель попросили быть одним из трёх человек, освещающих событие, и она в течение вечера транслировалась на Expressen TV).
Изабель принимала участие в благотворительной деятельности, в частности делах основанного Анжелло на базе своего лейбла фонда «Size Foundation», занимающегося сбором средств на образование в качестве расширения возможностей детей и студентов всего мира. Также супруги поддерживают детский дом в Ришикеше, северная Индия.

### Личная жизнь
Со своим будущим мужем Стивом Анжелло, одном из трёх участников шведской супергруппы «Swedish House Mafia», Изабель познакомилась в 2004 году. В 2008 году они переехали из Стокгольма в Лос-Анджелес, а в апреле 2013 года — поженились. В одном из интервью Изабель упомянула, что причиной переезда было также преследование её бывшего парня, который угодил в психиатрическую больницу, сначала Адриан и Анжелло жили в Швейцарии, пока работа мужа не привела их в США.
У Стива и Изабель две дочери: Мандей-Лили (англ. Monday-Lily, с англ. — «Понедельник Лили»; род. 2010 год) и Винтер Роуз (англ. Winter-Rose, (с англ. — «Зимняя Роза»; род. 6 апреля 2012 года). В 2016 году Изабель и Стив решили вернуться в Швецию, где и проживают в собственном доме в Слюссене, Стокгольм.